# Stardust (romance)
Stardust (em Portugal: Stardust - O Mistério da Estrela Cadente e no Brasil: O Mistério da Estrela: Stardust) é um romance de fantasia do escritor britânico Neil Gaiman, geralmente publicado com ilustrações de Charles Vess. Stardust tem um tom e estilo diferentes da maioria da ficção em prosa de Gaiman, sendo escrita na tradição da fantasia pré-tolkieniana inglesa, seguindo os passos de autores como Lord Dunsany e Hope Mirrlees.
O livro conta a história de uma cidade fictícia chamada "Muralha", conhecida assim por ser rodeada por um imenso muro, que tem uma fenda constantemente vigiada, que, uma vez atravessada, levaria as personagens para outro mundo.
Em 2007, foi lançado um filme baseado no livro, que recebeu críticas positivas.